# به‌کارگماری (زیست‌شناسی)
هنگام بحث دربارهٔ پویایی جمعیت، بوم‌شناسی رفتاری و زیست‌شناسی سلولی، به‌کارگماری یا فراخوانی (به انگلیسی: Recruitment) چندین فرایند زیست‌شناختی مختلف را دربر می‌گیرد. در پویایی جمعیت، به‌کارگماری فرآیندی است که طی آن افراد جدید به جمعیت اضافه می‌شوند، چه از طریق تولد و بلوغ یا با مهاجرت. هنگام بحث دربارهٔ محیط زیست رفتاری و ارتباطات جانوران، به‌کارگماری ارتباطی است که هدف آن افزودن اعضای یک گروه به وظایف خاص است. در نهایت، هنگام بحث دربارهٔ زیست‌شناسی سلولی، به‌کارگماری فرآیندی است که توسط آن سلول‌ها برای وظیفه‌های ویژه برگزیده می‌شوند.